# Muscimole
Le muscimole ou muscimol est le principal alcaloïde psychoactif des champignons du groupe des Amanites.
Le muscimole agit principalement comme agoniste sur les récepteurs GABAA et possède des propriétés hallucinogènes. 

## Généralités
Le muscimole est produit naturellement par les espèces Amanita muscaria, Amanita pantherina et Amanita gemmata, au même titre que la muscarine et l’acide iboténique.
Peu concentré dans le champignon frais, sa concentration augmente lors du séchage car il se forme par décarboxylation de l'acide iboténique. Ceci explique qu’il soit consommé séché durant les cérémonies chamaniques.

## Pharmacologie
Le muscimol se substitue au neurotransmetteur GABA, il parvient à prendre sa place et se fixe sur le récepteur, modifiant les messages nerveux électriques. Une fois absorbé par le tube digestif, le muscimole, soluble dans le sang, va subir des transformations et suivre le cours de la circulation sanguine, et surtout atteindre les régions du cerveau. Ainsi il peut changer les qualités subjectives de la perception, de la pensée et de l’émotion (hallucinations).
La dose psychoactive de muscimole est de l'ordre de 15  à   20 mg.
Avec le muscimol, le signal est engendré par des mouvements d’ions chlorure entrant et sortant du neurone via des canaux dont le passage est contrôlé par les récepteurs GABAA. Ceux-ci jouent le rôle d’un robinet, en effet l’ouverture est vraiment plus importante lorsque le muscimol se lie au récepteur ce qui a pour effet d’inhiber la transmission du message nerveux électrique.
Le GABA est le neurotransmetteur inhibiteur le plus important au niveau du système nerveux[réf. nécessaire]. Le muscimol produit des effets équivalents car il est, lui aussi, un agoniste des récepteurs GABAA. Les sites GABAA sont retrouvés en forte concentration dans le cortex cérébral, les noyaux thalamiques et la couche granulaire du cervelet.
Lorsque le muscimol se lie avec le récepteur GABAA, le récepteur s’ouvre, provoquant un influx d’ions chlorure dans la membrane. Le muscimol accroît la perméabilité du canal en ions chlorure et ainsi provoque une augmentation de la différence de potentiel électrique (intérieur négatif, extérieur positif). Dans cette situation, ce sont les ions chlorure qui s’occupent de la transmission neuronale alors que dans une situation normale, ce sont les ions sodium, c'est ainsi que le muscimol inhibe la transmission neuronale. L'effet obtenu alors est une sédation.
Le système nerveux ainsi affecté réagit erratiquement, ses nerfs sont fortement stimulés inutilement. Par exemple, les muscles de l’intoxiqué se contractent et se relâchent et le moindre effort se traduit par des réactions physiques exagérées telles qu'un bond énorme pour franchir un petit obstacle. Ces perturbations au niveau du système nerveux entraînent des hallucinations qui désignent des symptômes productifs réalisant une perception sans objet.
Cette action inhibitrice du muscimol peut être modulée par les benzodiazépines qui se fixent sur le site de reconnaissance et améliorent l’action du muscimol en augmentant la fréquence d’ouverture du canal chlorure. Il en résulte des activités anti-convulsivante, anxiolytique, sédative-hypnotique et myorelaxante (euphorie, flottement, ivresse).

## Les effets et le cerveau

### Perte d’attention du réel
L’aire intrapariétale latérale (en) (LIP) du cortex pariétal contient des neurones dont les réponses visuelles varient selon les conditions d’attention (comportement de saccade ou de fixation oculaire), ainsi que des réponses associées à l’activation motrice. Ces neurones qualifient donc d’une certaine manière l’état de notre attention.
Le muscimol injecté dans cette aire provoque l’arrêt réversible de ses fonctions : l’attention du sujet par rapport au réel est amoindrie. De même, l’injection de muscimol au niveau du FEF (réponses visuelles et saccadiques) provoque des déficits saccadiques ainsi que des déficits attentionnels dans un contexte sans mouvement oculaire. Le muscimol est donc responsable d’une perte d’attention, plus ou moins importante selon la dose, du sujet par rapport au réel. Les déficits saccadiques entraînent une altération de la perception d’où une impression de flottement.

### Sommeil profond
L’injection de muscimol dans la région du noyau sublatérodorsal (SLD) où se situent les neurones responsables de la création du sommeil paradoxal induit une forte augmentation des quantités de Sommeil Paradoxal (manifestations : mouvements rapides des yeux, relâchement du tonus musculaire, consommation importante d'oxygène et de glucose, activité cardio-respiratoire irrégulière avec parfois des arrêts respiratoires (apnées)).
L’arrêt des neurones GABAergiques (rôle inhibiteur), gardiens du sommeil paradoxal, par le muscimol provoque la désinhibition des neurones du SLD et ainsi le déclenchement du sommeil paradoxal, ainsi le muscimol augmente la quantité de sommeil paradoxal. Le dormeur en état de sommeil paradoxal est difficile à réveiller, par conséquent le dormeur ayant consommé du muscimol est en état de sommeil très profond.

### Peur
On considère que des structures neuronales telles que l’amygdale et les hippocampes sont importantes pour les réactions de peur. Les humains ayant subi des lésions à ces structures ont de la peine à reconnaître les stimuli qui signalent normalement un danger. Les neurones de l’amygdale projettent vers diverses zones du système nerveux qui participent aux réponses physiologiques et comportementales caractéristiques de la peur et de l’anxiété.
Parmi les neurotransmetteurs impliqués dans l’activation de ces voies nerveuses, le GABA joue un rôle important. Le muscimol lors de son passage dans le noyau basal amygdalien provoque l’arrêt de l’acquisition de l’extinction et ainsi diminue les réponses physiologiques face à un danger. 

### D’autres effets du muscimol
- État d’ivresse : excitation, incoordination des mouvements
- Agitation : mouvement continuel et fatigant du corps
- Gesticulation : ensemble d’actions ou de gestes désordonnés
- Altération de l’humeur : dépression ou hilarité